# Sonja Lehmann
Sonja Lehmann (Berlijn, 13 september 1979) is een voormalig hockeyster uit Duitsland. In 2004 won Lehmann met de Duitse ploeg de gouden medaille.

## Erelijst
- 2004 –  Olympische Spelen in Athene

- Gemeinsame Normdatei: 137232780
- International Standard Name Identifier: 0000 0000 5748 9549
- Virtual International Authority File: 81452461
- WorldCat: E39PBJfgY8Cp3pgXvhkpQDw9jC